# Марсіліо Фічіно
Марсіліо Фічіно (італ. Marsilio Ficino, лат. Marsilius Ficinus; 19 жовтня 1433, Фільїне-Вальдарно, поблизу Флоренції — 1 жовтня 1499, вілла Кареджі, поблизу Флоренції) — італійський філософ, гуманіст, астролог, засновник та керівник флорентійської Платонівської академії. Один з провідних мислителів раннього Відродження, найзначніший представник флорентійського платонізму — напрямку, пов'язаним з відновленням інтересу до філософії Платона та спрямованим проти схоластики, в особливо проти схоластизованого вчення Аристотеля.

## Біографія
Батько Фічіно був домашнім лікарем Козімо Медічі та входив до інтелектуального гуртка цього найбільшого банкіра та фактично повновладного правителя Флоренції, що робив спроби подолати поділ церков на латинську (католицьку) та грецьку (православну). Після того, як ці спроби зазнали невдачі, увага Козімо Медічі та членів його гуртка зосередилося на вченні візантійського мислителя Георгія Гемиста Пліфона, який активно пропагував грецьку філософію, за що його називали «другим Платоном». На основі переосмислення платонізму Пліфон прагнув сконструювати нову універсальну релігійну систему, яка стала б реальною альтернативою до існуючих монотеїстичних віросповідань (насамперед християнства) та відкривала шлях до справжньої істини.
Фічіно здобув освіту в університеті Флоренції, де вивчав грецьку та латинську мови, філософію та медицину. Коли Козімо Медічі вирішив відтворити у Флоренції платонівську Академію, його вибір припав на Марсіліо. 1462 року Медічі подарував Фічіно маєток, розташований неподалік від його власного, а також грецькі рукописи творів Платона та деяких інших давніх авторів. Фічіно став домашнім учителем онука Козімо Медічі Лоренцо Медічі. Серед інших учнів Фічіно був видатний філософ-гуманіст Джованні Піко делла Мірандола.

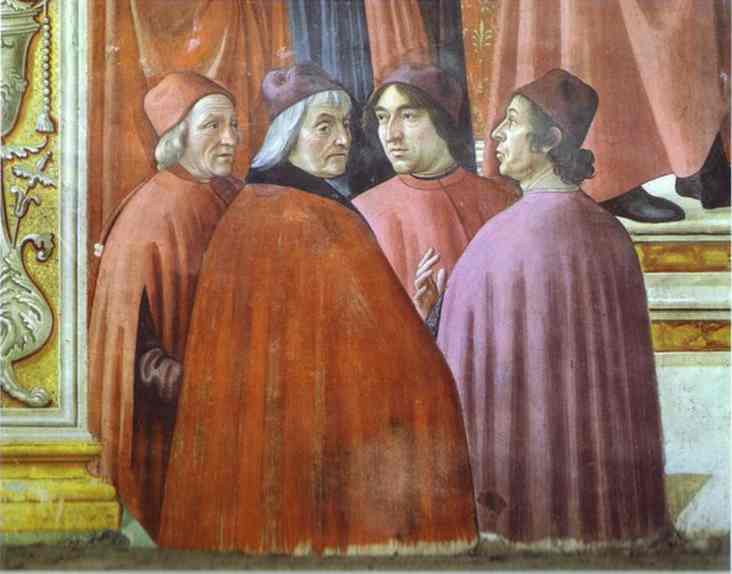
Доменіко Гірландайо (1486—1490): Марсіліо Фічіно (крайній ліворуч) Ландіна, Кристофоро, Анджело Поліціано та Димитрій Халкоконділ на фресці Благовістя Захарії, Санта Марія Новела, Флоренція

Оскільки Платон спирався у своїй творчості на таких представників «стародавнього богослов'я» як Гермес Трисмегіст, Орфей та Зороастр, Фічіно почав свою перекладацьку діяльність з текстів, що їх приписували цим авторам. На початку 1460-х років він переклав з грецької мови на латину «Гімни» та «Аргонавтікі» Орфея. Потім 1461 року переклав та опублікував трактати Герметичного корпусу. І лише після цього він 1463 року взвся за перекладо діалогів Платона.

### Трактат «Платонівське богослов'я про безсмертя душі»
1468 року Фічіно закінчив переклад усіх творів Платона на латину та зайнявся коментуванням деяких з них. У період між 1469 і 1474 роками. Фічіно створив свій головний твір — трактат «Платонівське богослов'я про безсмертя душі» (опублікований 1482 року), в якому намагався «показати цілковите співзвуччя платонівських думок з Божественним законом», тобто узгодити та примирити давню поганську мудрість з християнством.
На думку Фічіно, філософія є «осяянням розуму», а сенс філософствування — в підготуванні душі та інтелекту до сприйняття світла божественного об'явлення. З цього погляду філософія та релігія збігаються, а їхні витоками виявляються священними містеріями давнини. Легендарні пророки (Гермес Трисмегіст, Орфей, Зороастр) були свого часу «просвітлені» божественним світлом. Згодом до цих же думок прийшли Піфагор та Платон. Тексти як Герметичного корпусу, так і платонівської традиції та християнської доктрини, на думку Фічіно, постають з єдиного Божественного Логосу.
Метафізична реальність являє собою спадну послідовність п'яти досконалостей, до яких належать: Бог, янгол (утворюють інтеллігебельний світ); душа (триєдиний «вузол з'єднання»); якість (Формат) та матерія (конституюють фізичний світ). Бог розглядається Фічіно як нескінченна вища істота, діяльність якої породжує світ речей в процесі поступового творіння (еманації). Людина займає особливе місце в світі через те, що її душа лежить в серединному положенні між божественним та матеріальним. Саме душа уособлює зв'язок між тілами в природі, допомагаючи їм піднятися до ангелів та навіть вищої божественного істоти. Завдяки здатності душі до пізнання, всі щаблі буття можуть знову повертатися в божественну єдність. Людина — це мікрокосмос, що пізнає макрокосмос, а здатність до пізнання являє собою головну чесноту людини, що зливається з Богом на вищому щаблі пізнання.

### Фічіно— коментатор платонівських текстів

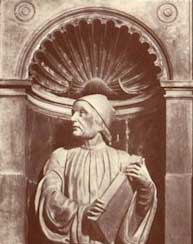
Андреа Феруччі, бюст Марсіліо Фічіно, Санта Марія дель Фйоре, Флоренція

Переклад всіх творів Платона на латину та короткі пояснення до них Фічіно завершив 1468 року (вперше опубліковані 1484). Тоді ж він взявся до коментування деяких платонівських діалогів. Коментар Фічіно до платонівського діалогу «Бенкет» (1469, відомий також під назвою «Про любов») був джерелом більшості міркувань про кохання у мислителів, поетів та прозаїків Відродження. Фічіно вважав, що любов є видом «обожнювання» нескінченної гри вічності — возз'єднання в Бозі людини емпіричної з метаемпірічною Ідеєю шляхом поступового сходження сходами кохання.

### Фічіно— священик та очільник Платонівської академії
1473 року Фічіно прийняв сан священика та згодом займав низку важливих церковних посад. У трактаті «Про християнську релігію» (1474) він фактично відновив традицію ранньохристиянської апологетики.
Діяльність Фічіно викликала широкий громадський резонанс. Навколо нього згуртувалася група однодумців, своєрідне вчене братство, яке здобуло популярність під назвою Платонівської академії. Академія стала одним з найважливіших інтелектуальних центрів епохи Відродження. До її складу входили люди різного звання і роду занять — аристократи, дипломати, купці, чиновники, священики, лікарі, університетські професори, гуманісти, богослови, поети, художники.

### Останні роки життя
У 1480 — 1490-і роки Фічіно продовжує досліджувати традицію «благочестивої філософії»: перекладає на латину та коментує «Еннеади» Плотіна (1484—1490; видані 1492), а також твори Порфирія, Ямвліха, Прокла, Діонісія Ареопагіта (1490—1492), Михайла Пселла та ін. Натхнений перевідкриттям античності, Фічіно виявляє великий інтерес до астрології та публікує 1489 року медико-астрологічний трактат «Про життя». Це приводить його до конфлікту з вищим духовенством католицької церкви, зокрема з Папою Інокентієм VIII. І лише високе заступництво рятує його від звинувачення в єресі.
1492 року Фічіно написав трактат «Про сонце та світло» (опублікований 1493), а 1494 року завершив великі коментарі до кількох діалогів Платона. Помер Фічіно за коментуванням «Послання до римлян» апостола Павла.

## Вплив Фічіно
Завдяки перекладам праць Платона, неплатоників та інших творів античності з грецької на латинську мову, Фічіно сприяв відродженню платонізму та боротьбі зі схоластичним арістотелізмом. Закладені в його творах, але ним самим не розгорнуті, передумови пантеїзму, мали значний вплив на філософські погляди Піко делла Мірандоли, Патріци, Джордано Бруно та ін. Апологія земної краси та гідності людини сприяла подоланню середньовічного аскетизму та мала значний вплив на розвиток образотворчого мистецтва й літератури. Ідея Фічіно про «загальну релігію», що була б вільна від культових, обрядових та догматичних розходжень, позначилася на формуванні вчення про «природну релігію» в філософії 16—17 століть.

## Видання творів та переклади
Збірки

De triplici vita, 1560

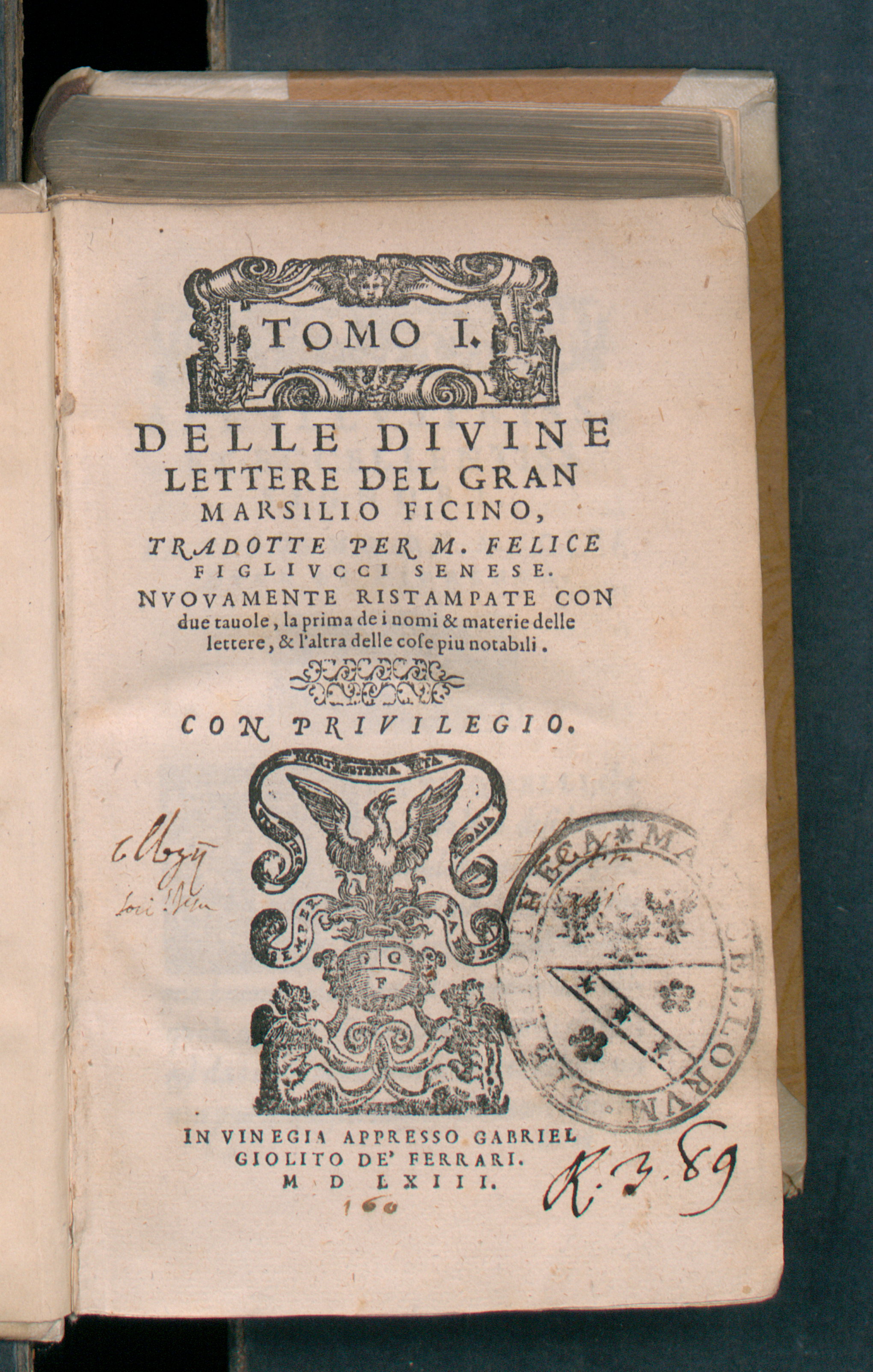
Delle divine lettere del gran Marsilio Ficino, 1563

- Marsilio Ficino: Opera omnia. 2 т (т 1 у двох частинах), Bottega d'Erasmo, Torino 1959—1962 (перевидання Базельського видання 1576 року)
- Paul Oskar Kristeller : Supplementum Ficinianum. Marsilii Ficini Florentini philosophi Platonici opuscula inedita et dispersa. 2 т, Olschki, Firenze 1973 (Nachdruck der Ausgabe Firenze 1937; kritische Edition von Quellentexten sowie in den älteren Gesamtausgaben nicht enthaltener Werke Ficinos)
- Eugenio Garin: Prosatori latini del quattrocento. Ricciardi, Milano 1952 (містить с. 927—1009 Marsilio Ficino: De raptu Pauli та De sole, латинський текст та іт. переклад)
- Elisabeth Blum, Paul Richard Blum, Thomas Leinkauf: Marsilio Ficino: Traktate zur Platonischen Philosophie. Akademie Verlag, Berlin 1993, ISBN 3-05-002362-7 (лат. текст та німецький переклад: Argumentum in Platonicam theologiam, Compendium Platonicae theologiae, Quaestiones quinque de mente, Quid est felicitas, quod habet gradus, quod est eterna)

Коментарі до Платона
- Arthur Farndell: Gardens of Philosophy. Ficino on Plato. Shepheard-Walwyn, London 2006, ISBN 978-0-85683-240-6 (англ. видання вступу до діалогів Платона та до його листів)
- Pierre Laurens: Marsile Ficin: Commentaire sur le Banquet de Platon, De l'amour. Commentarium in convivium Platonis, De amore. Les Belles Lettres, Paris 2002, ISBN 2-251-34459-4 (критичне видання коментаря Фічіно до діологу Платона «Бенкет» з франц. перекладом)
- Paul Richard Blum (Hrsg.): Marsilio Ficino: Über die Liebe oder Platons Gastmahl. Meiner Verlag, Hamburg 2004, ISBN 3-7873-1670-1
- Sandra Niccoli: Marsilio Ficino: El Libro dell’ Amore. Olschki, Firenze 1987, ISBN 88-222-3518-5 (критичне видання коментаря Фічіно до діологу Платона «Бенкет»)
- Michael J.B. Allen: Marsilio Ficino: Commentaries on Plato, v 1: Phaedrus and Ion. Harvard University Press, Cambridge (Massachusetts) 2008, ISBN 978-0-674-03119-7 (критичне видання з англ. перекладом)
- Michael J.B. Allen: Marsilio Ficino: The Philebus Commentary. University of California Press, Berkeley 1975, ISBN 0-520-02503-2 (критичне видання коментаря Фічіно до діологу Платона Philebos з англ. перекладом)
- Arthur Farndell: Evermore Shall Be So. Ficino on Plato's Parmenides. Shepheard-Walwyn, London 2008, ISBN 978-0-85683-256-7 (англ. переклад коментаря Фічіно до Платонового «Парменіда»)
- Michael J.B. Allen: Icastes: Marsilio Ficino's Interpretation of Plato's Sophist. University of California Press, Berkeley 1989, ISBN 0-520-06419-4 (містить с. 211—287 критичне видання коментару Фічіно до платонового діалогу «Софіст» в англ. перекладі)
- Michael J.B. Allen (Hrsg.): Nuptial Arithmetic. Marsilio Ficino's Commentary on the Fatal Number in Book VIII of Plato's Republic. University of California Press, Berkeley 1994, ISBN 0-520-08143-9 (містить с. 147—254 критичне видання фрагменту 8-ї книги Платона Politeia та коментар Фічіно з англ. перекладом)

Theologia Platonica
- Michael J.B. Allen, James Hankins (Hrsg.): Marsilio Ficino: Platonic Theology. 6 Bände, Harvard University Press, Cambridge (Mass.) 2001—2006 (kritische Edition mit englischer Übersetzung)
- Raymond Marcel (Hrsg.): Marsile Ficin: Théologie Platonicienne de l'immortalité des âmes. 3 Bände, Les Belles Lettres, Paris 1964—1970 (kritische Edition mit französischer Übersetzung)

Листування
- Sebastiano Gentile (Hrsg.): Marsilio Ficino: Lettere. Olschki, Firenze (критичне видання)
  - Band 1: Epistolarum familiarium liber I, 1990
  - Band 2: Epistolarum familiarium liber II, 2010
- The Letters of Marsilio Ficino. Translated from the Latin by members of the Language Department of the School of Economic Science, London. Shepheard-Walwyn, London 1975ff. (вийшло 8 т.)
- Karl von Montoriola: Briefe des Mediceerkreises aus Marsilio Ficino's Epistolarium. Axel Juncker Verlag, Berlin 1926

De vita
- Carol V. Kaske, John R. Clark (Hrsg.): Marsilio Ficino: Three Books on Life. State University of New York at Binghamton, Binghamton (N.Y.) 1989 (критичне видання з англ. перекладом)
- Dieter Benesch (Hrsg.): Marsilio Ficino's ‚De triplici vita’ (Florenz 1489) in deutschen Bearbeitungen und Übersetzungen. Edition des Codex palatinus germanicus 730 und 452. Peter Lang, Frankfurt a. M. 1977, ISBN 3-261-02219-1
- Thierry Gontier: Marsile Ficin: Les trois livres de la vie. Fayard, Paris 2000, ISBN 2-213-60692-7 (нове видання у французькому перекладі, Guy Le Fèvre de la Boderie, Paris 1582)

Consiglio contro la pestilenza
- Enrico Musacchio (Hrsg.): Marsilio Ficino: Consilio contro la pestilenzia. Cappelli, Bologna 1983

De voluptate
- Piero Cigada: Marsilio Ficino: Il libro del piacere. Apologhi sulla voluttà. 2 Bände, Philobyblon, Milano 1991 (italienische Übersetzung von Ficinos Schrift De voluptate, «Über die Lust»)

Словник
- Rosario Pintaudi: Marsilio Ficino: Lessico greco-latino. Laur. Ashb. 1439. Edizioni dell'Ateneo & Bizzarri, Rom 1977 (критичне видання укладеного Фічіно грецько-латинського словника)